# Legia Wrzesińska
Legia Wrzesińska (Legia Ochotnicza Wrzesińska) – ochotniczy oddział wojskowy, utworzony 12 lipca 1920 roku we Wrześni.

## Historia
Legia Wrzesińska została utworzona w odpowiedzi na apel Rady Obrony Państwa z 1 lipca 1920, wzywający do pomocy ojczyźnie. Pierwszym wrześnianinem, który wyszedł z inicjatywą, był hr. Stanisław Mycielski. Przedstawił swój pomysł 12 lipca na nadzwyczajnym zebraniu Towarzystwa Gimnastycznego „Sokół”. Jego propozycja została zaakceptowana i rozpoczęła się akcja propagandowa obejmująca cały powiat wrzesiński i miejscowości w okolicznych powiatach (Bnin, Czerniejewo, Kórnik, Powidz, Strzałkowo, Szemborowo, Śrem, Środa Wielkopolska, Witkowo, Września, Zaniemyśl). Hasło propagandowe brzmiało: Ojczyzna w niebezpieczeństwie bolszewicy wdzierają się w granice Rzeczypospolitej wszyscy do broni, do walki i do zwycięstwa! Twórzmy Legię Ochotniczą Wrzesińską. Wszyscy chętni musieli zarejestrować się w Biurze Ewidencyjnym znajdującym się na Placu Wolności (dziś stoi tam pomnik Dzieci Wrzesińskich). W krótkim czasie od rozpoczęcia kampanii oddział liczył 800 ochotników. Legia Wrzesińska stacjonowała w koszarach 68 Pułku Piechoty, w których dowództwo było powierzone ppor. Stanisławowi Mycielskiemu. Przysięgę wojskową złożyła na ręce ks. Bronisława Kaźmierczaka przed wyjazdem na front. Dowódcą został kpt. Konstanty Rojek, a zastępcą ppor. Stanisław Mycielski. Wyjazd Legii Wrzesińskiej z Wrześni był na tyle ważnym wydarzeniem dla mieszkańców Wrześni, że przeobraził się z pożegnania z rodzinami w manifest patriotyczny. Rozkaz wyruszenia na front Legia otrzymała w nocy 8 sierpnia 1920. Legia Ochotnicza Wrzesińska została nazwana Batalionem Ochotniczym 268 i składała się z:
- 4 kompanii piechoty
- kompanii CKM
- oddziału saperów
- oddziału telefonistów
- wozu sanitarnego
- kuchni polowej
- taborów

## Walki na froncie
Legia wyruszyła na front po 12 sierpnia, czyli po rozpoczęciu Bitwy Warszawskiej. Pierwszy ochotnik Legii zginął w Końskowoli podczas obławy na grupę uciekinierów przed wojskami bolszewickimi. W Miechowie Legioniści zostali zaopatrzeni w amunicję oraz środki opatrunkowe. Dzień później, w Zagoździu, Legia została wcielona do 66 Pułku Piechoty. Termin Legia Ochotnicza był nadal używany przez społeczeństwo wrzesińskie jak i przez samych Legionistów mimo wstąpienia w szeregi 66 Pułku piechoty.

## Upamiętnienie
Dnia 8 listopada 1927 podczas uroczystości patriotycznej odsłonięto tablicę upamiętniającą śmierć harcerza, ucznia kl. VII, ochotnika Legii Wrzesińskiej śp. Leona Stasiewskiego. Uroczystość prócz odsłonięcia tablicy składała się m.in. z mszy świętej żałobnej, przemarszu wraz z orkiestrą do gimnazjum oraz przemówienia dyrektora szkoły A. Romanowicza. Tablica została poświęcona przez ks. katechetę Jernajczyka. Uroczystość dopełniły występy chóru szkolnego oraz orkiestry. Na koniec zaśpiewano Boże, coś Polskę, a delegacja uczniów po udaniu się na cmentarz złożyła kwiaty na grobie Leona Stasiewskiego.
Legię Wrzesińską upamiętnia również ulica we Wrześni, położona pomiędzy ulicą Słowackiego a 3 Maja/Kościuszki.